# Merz Akademie
Die Merz Akademie ist eine seit 1985 staatlich anerkannte Hochschule für Gestaltung, Kunst und Medien im Kulturpark Berg in Stuttgart-Ost. Ihre Wurzeln liegen in der 1918 von dem Reformpädagogen Albrecht Leo Merz gegründeten „Freien Akademie für Erkennen und Gestalten“. Unter der Leitung von Markus Merz erlangte die Einrichtung 1985 die staatliche Anerkennung.
Die Akademie ist Teil des gemeinnützigen Merz Bildungswerks, zu dem auch die Merz-Schule und das Merz Berufskolleg für Grafik-Design in Stuttgart gehören.

## Studium
Im interdisziplinären Bachelorstudiengang Gestaltung, Kunst und Medien gibt es die Studienrichtungen Crossmedia Publishing, Film und Video, New Media, und Visuelle Kommunikation. Der Schwerpunkt des Studiums liegt in der gestalterischen und konzeptionellen Anwendung der neuen Medientechnologien in sozialen, wissenschaftlichen und kulturellen Bereichen. Die Theorie und wissenschaftliche Ausbildung haben in allen Schwerpunkten großes Gewicht. Das Studium dauert sieben Semester und schließt mit dem staatlich anerkannten Titel Bachelor of Arts ab. 
Der dreisemestrige englischsprachige Masterstudiengang Research in Design, Art and Media richtet sich an Absolventen künstlerisch-gestalterischer Studiengänge ebenso wie an Geistes- und Kulturwissenschaftler. Die Teilnehmer lernen, die Zugänge von Crossmedia Publishing, Film und Video, New Media oder Visuelle Kommunikation für die Realisierung eigener, forschungsgeleitete Projekte zu nutzen. In interdisziplinären Teams, die von Professoren der Theorie und der Gestaltung betreut werden, wird auf der Grundlage intensiver Recherchen die eigene ästhetische Praxis entwickelt und in ihrer gesellschaftlichen Bedeutung reflektiert. Der Masterstudiengang schließt mit dem staatlich anerkannten Titel Master of Arts ab.
Die Bildungseinrichtung hat eine umfangreiche technische Ausstattung in den Bereichen Fotografie, Digital- und Siebdruck, Videoschnitt, Tonbearbeitung, ein 3D/VR-Studio sowie ein Greenbox-Studio und eine Bibliothek.

## Akkreditierung

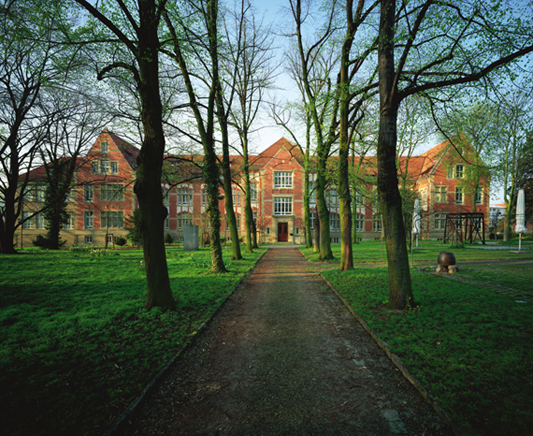
Merz Akademie, Hochschule für Gestaltung, Kunst und Medien, Stuttgart

Die von der Merz Akademie gGmbH als gemeinnützige Einrichtung geführte Hochschule wurde 2008 und 2015 vom Wissenschaftsrat institutionell akkreditiert, es folgten Studiengangsakkreditierungen für Bachelor- und Master-Studiengänge. Seit dem Jahr 2011 trägt die Hochschule den Namen Merz Akademie, Hochschule für Gestaltung, Kunst und Medien, Stuttgart.

## Rektoren
Gründungsrektor Markus Merz leitete die Hochschule von 1983 bis 2016. Von 2016 bis Oktober 2020 war der österreichische Kurator und Publizist Martin Fritz Rektor. Ab 2021 übernahm die langjährige Prorektorin Maren Schmohl das Amt, bis sie zum 1. Januar 2023 als Rektorin an die Hochschule für Gestaltung Schwäbisch Gmünd wechselte. Seit 1. Februar 2023 ist die Kunst- und Kulturwissenschaftlerin Barbara M. Eggert Rektorin der Merz Akademie.

## Professoren
- Florian Bayer, Professor im Bereich Visuelle Kommunikation, Illustrator und Autor
- Joost Bottema, Professor im Bereich Visuelle Kommunikation, Grafik-Designer, Gestalter, Autor
- Mario Doulis, Professor im Bereich New Media
- Olia Lialina, Professorin im Bereich New Media, Netzkünstlerin, seit 2023 Dekanin
- Peter Ott, Professor im Bereich Film und Video, Filmemacher und Filmproduzent, 2017–2023 Dekan
- David Quigley, Professor für Kulturtheorie, Studiengangsleiter Master
- Anja Weber, Professorin im Bereich Visuelle Kommunikation, Fotografin, Video-Künstlerin
- Maria Mohr, Professorin im Bereich Film und Video

## Publikationen
Ausgewählte Publikationen der Akademie erscheinen in der Reihe Merz Akademie, im Wilhelm Fink Verlag und Kadmos Verlag. Weitere Publikationen sind unter dem Namen Merz & Solitude gemeinsam mit der Stiftung Akademie Schloss Solitude verlegt worden.